# Thalamus (Buch)
Thalamus ist ein 2018 erschienener Roman für Jugendliche und Erwachsene von Ursula Poznanski. Der Titel leitet sich von einem Teil des menschlichen Gehirns ab, der ebenfalls Thalamus genannt wird.

## Handlung
Es geht in dem Roman um einen Jungen namens Timo, der nach einem Motorradunfall in einer Rehaklinik landet. Allerdings ist dort einiges merkwürdig. Sein im Wachkoma liegender Zimmerpartner steht nachts auf, redet und läuft ganz normal und droht Timo sogar. Auch Timo selbst verändert sich: Mal kann er ganz ohne Probleme laufen, dann aber niemandem davon erzählen, weil sein Sprachzentrum (Broca-Areal) blockiert ist. Und er hört merkwürdige Stimmen in seinem Kopf. Schlussendlich erfährt er davon, dass er kleine Nanobots in sein Gehirn implantiert bekommen hat, die seine Genesung, mithilfe von direkt im Gehirn vorgenommenen Reparaturen, vorantreiben sollen. Jedoch haben diese noch nicht vollkommen fertig entwickelten Bots einige Nachteile: sie entkoppeln sich vom System und entwickeln ein Eigenleben. Ihr Ziel: sich um jeden Preis weiterentwickeln. Wobei sie wortwörtlich über Leichen gehen, denn sie bringen mit ihrer rasanten Vermehrung ihre „Inhaber“ um.

## Hintergründe
Die Idee von Nanobots gibt es in der Medizin zwar, sie ist aber lange noch nicht so durchführbar wie im Buch beschrieben, es handelt sich hierbei um mikroskopischgroße Maschinen. Der Begriff „Gray goo“ wurde erstmals vom Nanotechnologie-Vordenker Eric Drexler in seinem 1986 erschienenen Buch Engines of Creation eingeführt. Es handelt sich hierbei um ein Weltuntergangsszenario, bei dem sich die Nanobots zu rasant vermehren und damit jegliches Leben auslöschen.

## Ausgabe
- Ursula Poznanski: Thalamus. Loewe, Bindlach 2018, ISBN 978-3-7855-8614-3.